# النساء في الإمبراطورية العثمانية

## النساء في الإمبراطورية العثمانية
يطرح هذا المقال عدة أمثلة لقضايا المرأة في المجتمع العثماني.

## الشريعة العثمانية
المرأة الإسلامية في الدولة العثمانية كانت تحكمها الشريعة. حيث تتعامل الشريعة مع العديد من المواضيع التي كتبها القانون العلماني بما في ذلك الجريمة، والسياسة، والاقتصاد. وفي المسائل الشخصية مثل العلاقة الجنسية، والنظافة، والنظام الغذائي، والصلاة، وآداب السلوك اليومي والصوم.
هناك نوعان من المصادر الأساسية لقانون الشريعة: المبادئ المنصوص عليها في الآيات القرآنية (آيات)، ومثال لذلك ماطرحه نبي الإسلام محمد في السنة النبوية. حيث كانت لها صفة رسمية، وفسرت الشريعة الإسلامية القضاة (قضاة شرع) مع مسؤوليات متفاوتة للزعماء الدينيين (أئمة). وللأسئلة التي لم تُطرح مباشرةً في المصادر الأولية حيث يتم توسيع تطبيق الشريعة من خلال إجماع فكر علماء الدين (العلماء) لتجسيد إجماع المجتمع المسلم (الإجماع).
وللمفتين دورٌ هام في عملية صنع القرارهذه، وسبب ذلك أن العلماء المثقفين تسجل آرائهم حول قضية معينة ومن الممكن أن تؤثر على قرار القاضي. ويمكن أن يطلب القاضي أو أي فرد آخر مساعدة المفتين في المسائل القانونية. واعتماداً على مكانة المفتي فمن الممكن أن فتواه تلغي قرار القاضي في بعض الحالات.
فالمرأة العلمانية امتلكت الكثير من المؤسسات في ذلك الوقت. فمثلاً المرأة العثمانية يمكنها التملك والمحافظة على ملكيتها بعد الزواج. حيث كان لديهم الدخول إلى نظام العدالة والوصول إلى القاضي، وكذلك الوقوف أمام المحكمة بنفسها. وبالمقارنة لم يكن لدى العديد من النساء الأوروبيات المتزوجات هذا الحق ولم يكن لديهم الملكية الخاصة حتى القرن التاسع عشر أو العشرين. وعلى الرغم من هذه المزايا فيحد القانون من قدرات النساء لشهادتهم لأنفسهم، والتي تجعلهن في وضعٍ غير جيد. لان كان للمرأة مدخل إلى النظام القانوني في الكثير من المعلومات حول المرأة في المجتمع العثماني أتت من سجلات المحكمة. فالمرأة المسلمة في الإمبراطورية الحديثة «تشتري وتبيع الممتلكات، وترث وتورث الثروة، وتنشئ الأوقاف، وتقترض وتُقرض المال، وتعمل في بعض الأحيان كحاملة للتيمار [أرض في الإمبراطورية العثمانية] وحقوق الانتفاع في الأرض الحكومية مثل ضرائب المزارعين وفي الشراكات تجارية». ولتأثيرها في المحاكم الشرعية وأهمية هذه المحاكم في الإمبراطورية فإن النساء الغير مسلمات غالباً ما يرون أن الاهتداء وسيلة لتحقيق استقلال أكبر.
أبقى المجتمع العثماني النساء تحت السيطرة كالمحظيات أو عن طريق الزواج. ونتتعد عادةً الزيجات بواسطة الوالدين وقد تكون في بعض الأحيان هروباً من قبل الرجال ولكن نادراً ما تفعل النساء ذلك. حيث من النادر لأي شخص من كلا الجنسين البقاء. وفي استطلاع أُجري في القرن العشرين إثنين في المئة فقط من النساء لم يتزوجن قبل نهاية سنوات الإنجاب، ووجدت الإستطلاعات في عام 1885 و1907 أن 8 و5 في المئة من الرجال لم يتزوجوا من منتصف الخمسينات. حيث أن الرجال المسلمين بامكانهم أن يتزوجو نساء غير مسلمات وستُعتبر سلالتهم من مسلمين. ولكن الرجال الغير مسلمين لا يمكن أن يتزوجوا نساء مسلمات. فتعدد الزوجات غير شائع نسبياً وكان يتواجد فقط في مجتمع القُصر والمسؤولين الدينيين حيث كان الزواج الأحادي [الزواج من امرأة واحدة] هو القاعدة. وفي القرنين الثامن عشر والتاسع عشر اكتسبت الأميرات تأثيراً قوياً في المجتمع الراقي ونتيجة ذلك بدأت العديد من النساء من المجتمع الراقي في المطالبة بزواج أحادي والتجهم على تعدد الزوجات مع نجاح محدود.
وكانت حالات الطلاق تحدث بشكل متكرر إلى حد ما ومن الممكن ان تكون من أحد الطرفين. ومع ذلك فإن الرجال لا يتوجب عليهم تقديم سبباً فالممكن أن يتوقع تعويضه وتعويض زوجته. في حين أن على المرأة أن تقدم سبباً مثل «هناك عدم فهم جيد بيننا.» وتفقد النساء أي منفعة مالية أعطيت لها من أجل الزواج عند طلاقها ويكون في بعض الأحيان الدفع لزوجها.

## الحياة الاجتماعية
تعاشر النساء بعضهن البعض في منازلهن وفي الحمامات العامة. ونساء المجتمع الراقي وخاصة أولئك الذين لم يعشن في القصر زرن بعضهن البعض لفترات طويلة من الزمن في منازلهن. وأولئك الذين عشن في القصر اتبعن آداب صارمة والتي تمنع معاشرة الآخرين بسهولة. وزرن نساء المدن بعضهن البعض في البيوت وأيضا في الحمامات التي كانت طقوس اجتماعية هامة. حيث كانت النساء تجلب أرقى اكسسوارات الاستحمام مثل المناشف المطرزة والصنادل الخشبية العالية.

## التعليم
جلبت الإصلاحات التنظيمية للإمبراطورية العثمانية في القرن التاسع عشر حقوق إضافية للمرأة خاصة في مجال التعليم. حيث فُتحت أولى المدارس للبنات في عام 1858، يليها الازدهار في عام 1869 عندما أصبح التعليم الابتدائي إلزامياً. وفي عام 1863 افتتحت أول مدارس المستوى المتوسط وكلية لتدريب المعلمين. في حين ركز تعليم الرجال في التدريب على العمل، وركز تعليم المرأة على تشكيل أفضل زوجات وأمهات مسلمات مع معرفة النعم.
وقد اندلعت الحركة من أجل تعليم المرأة في جزء كبير من المجلات النسائية والأكثر شهرة كانت الصحف النسائية (الصحف الرسمية الخاصة بالنساء) والتي استمرت لمدة أربعة عشر عاماً وكانت ناجحة لتأسيس مطبعة خاصة بها. حيث كانت الإدارة والتحرير والتوظيف يقتصر على النساء تقريبا وتهدف المجلة إلى تمكين النساء من أن يصبحن أمهات أفضل وزوجات ومسلمات. وتدور موضوعاتها حول المناقشات النسوية، والأزياء، والإمبريالية الاقتصادية والاستقلال بما في ذلك أنماط الخياطة المنزلية من الأزياء والإعلانات الأوروبية لآلات الخياطة ومقارنة الحداثة العثمانية مع الحداثة اليابانية والتقنية، والأمر المعتاد في مجلات نساء الطبقة الوسطى من القرن التاسع عشر: النميمة الملكية وربة المنزل العلمية، والصحة، وتحسين الخيال، ورعاية الأطفال.

## السياسة
ارتفعت نساء الحريم الإمبراطوري في أكبر قوة خلال القرن السادس عشر. من حوالي 1520 عندما صعد سليمان القانوني على العرش حتى بلغ إلى منتصف القرن السابع عشر وهي الفترة المعروفة باسم «سلطنة الحريم». وخلال هذا الوقت كسبت النساء ذو الرتبة العالية من السلطة السياسية والأهمية العامة. حيث يمكنها المساعدة في السياسة الداخلية، والمفاوضات الأجنبية، وحتى في خدمة وصي العرش. على وجه الخصوص حصلت الملكة الأم والمحظيات الأساسيات على قدر كبير من السلطة السياسية وساعدت في إضفاء الشرعية الإمبراطورية في ذلك الوقت.

## المشورة القانونية للمفتي راملي
كان خير الدين راملي مفتياً قدم الآراء القانونية التي تهم وضع المرأة في المجتمع الإسلامي فيما يتعلق بالزواج والطلاق والعنف.

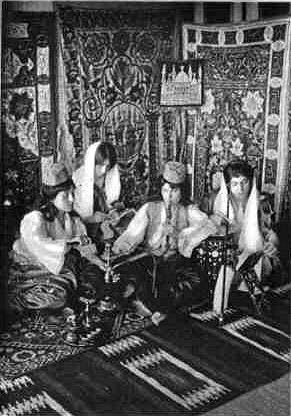
نساء تركيات يدخن الشيشة في عام 1910

## الزيجات المدبرة
وقدم المفتي راملي قضية تتعلق بفتاة قاصرة والتي زُوجت من قبل شقيقها. وعندما وصلت إلى سن البلوغ أرادت إلغاء زواجها. ومع ذلك جادل زوجها بأنها لم تكن قادرة على القيام بذلك لأن شقيقها «تصرف كوكيل لأبيها». ومن جهة أخرى زعمت بأن شقيقها زوجها عندما كان والدها بعيداُ في رحلة. واستجابة لهذا الوضع، أعرب راملي أنه «إذا أثبت زوجها دعواه، فإن خيارها ملغي». وبالرغم من ذلك إذا وكل والدها اخيها لترتيب الزواج بالتالي لن تكن قادرة على إلغائه. ولديها الحق في الاختيار إذا رتب الزواج مع شقيقها كوصي لأنه «لايمكن إلغاء ترتيبات الأب والجد للزواج».

## الخطف
قضية أخرى بشأن ترتيبات الزواج المعنية بالبكر كشخص بالغ والتي قد اختطفت على يد شقيقها وزوجت إلى «رجل غير مناسب». ورداً على ذلك أعرب راملي أن الأب له الحق في إلغاء الزواج بسبب عدم كفائة الزوج حتى لو تم الزواج. وبالرغم من ذلك تقتضي الشروط بأن لا تكون المرأة حاملاً أو أنجبت طفلاً وتلقت المهر. وإذا زوجت المرأة دون موافقتها فبإمكنها أن تختار الطلاق من زوجها دون شفاعة والدها، في حين أن شقيقها لم يكن وكيلاً عليها.

## الطلاق والفسخ
وفي قضية أخرى تم التخلي عن امرأة من قبل زوجها وقد عانت منه بتركه لها دون أي دعم أو معيل قانوني. «لذلك قد طلبت من شافي فسخ النكاح». ودليلاً على ذلك جلبت شاهدين لدعم دعواها. بالتالي أُلغي زواجها وذهبت لتتزوج مرة أخرى. وبعد ذلك ظهر الزوج الأول مرة أخرى وأراد إلغاء الحكم. لذلك أجاب المفتي أنه بمجرد الانتهاء من العملية بأكملها كان الإلغاء معقولاً ولا يمكن لأحد أن يلغي ذلك.

## التحقيق
ادعى رجل أن زوجته البالغة والتي كان من المفترض أن تكون عذراء فضت بكارتها والذي اكتشفه بعد الجماع معها عدة مرات. وكان حكم راملي الشرعي في هذه الحالة أن المهر كان مطلوباً وأن شهادتها الشخصية في الإشارة إلى عذريتها كانت كافية لإثبات عفتها قبل الزواج. ومن الممكن أن ينال الزوج العقاب ونفي شهادته لإتهامه لها دون أي دليل. حيث كان اتهامه لها بالزنا فيلزم عليه دعم حجته (إذا طلبت ذلك) من خلال وجود أربعة شهود يشهدون. وعدم القيام بذلك يمكن أن يسبب له عقوبات قانونية.

## العنف ضد المرأة
خطف رجلٌ ما امرأة كانت متزوجة من شخص آخر وأخذها إلى شيخ القرية الذي قدم لهم الضيافة. حيث أن الرجل «أتم الزواج» بحجة أن هناك علاقة موجودة بينه وبين المرأة. وأُعتبرت هذه الحالة بأنها جريمة خطيرة. وووفقاً لما قاله راملي كلُ من الخاطف والشيخ يستحقون الضرب والسجن المؤبد. وأعتبر راملي الإعدام لهؤلاء الرجال، لأنه شعر أنهم قد عصوا الله. وأعرب راملي أن الناس المرتبطة مع هذا النوع من الجرائم سيعاقبهم الله.
وفي قضية قانونية أخرى تتعلق بالعنف والنساء، أمسك شخص متزوج قانونياً بعذراء وفض بكارتها. وهربت الفتاة وعادت إلى عائلتها، ولكن بعد ذلك أراد أخذها مرة أخرى بالقوة بعيداً. وصرح راملي أنه يجب إيقافه من القيام بذلك، ولكن إذا نفى الشبهة لن يكون هناك فدية أو عقاب ولكن عليه دفع المهر فقط. وفي حال تم اثبات الشبهة وأفعاله فإن العقوبة يجب أن تنطبق عليه. فإذا كان الرجل محصناً فعليه أن يرجم. وفي حالة أنه لم يكن محصناً، فانه يجب أن يجلد. وعلاوة على ذلك أضاف راملي أيضا أنه إذا تم إلغاء الفدية فإن المهر يجب أن يُدفع.

## أمثلة على مساهمة المرأة في العصور العثمانية
السيدة بيري والتي كانت ملازمة في العلوم وأحاديث النبي وأقواله وتفسير القرآن الكريم ذكرت في كتابات حفيدها سيلوهليزلم فايزوالله.
ميهري خاتون والتي كانت عائلتها جزءاً من الدائرة الأدبية حول الأمير أحمد بن بايزيد، فأصبحت شاعرة معروفة.
عُثِر على مسجد بُني من قبل زوجة سليمان هوريم. ومسجدين آخريين عرفوا من قبل باسم السلطانة محرمة (1548-1565).